# Liste von Sakralbauten im Kreis Heinsberg

Kreis Heinsberg

Die Liste von Sakralbauten im Kreis Heinsberg ist nach den kreiszugehörigen Städten und Gemeinden untergliedert. Genannt werden Kirchen, Kapellen und sonstige Sakralbauten im Kreis Heinsberg in Nordrhein-Westfalen. 

## Liste
- Liste von Sakralbauten in Erkelenz
- Liste von Sakralbauten in Gangelt
- Liste von Sakralbauten in Geilenkirchen
- Liste von Sakralbauten in Heinsberg
- Liste von Sakralbauten in Hückelhoven
- Liste von Sakralbauten in Selfkant
- Liste von Sakralbauten in Übach-Palenberg
- Liste von Sakralbauten in Waldfeucht
- Liste von Sakralbauten in Wassenberg
- Liste von Sakralbauten in Wegberg